# Harold LeBel
Pour les articles homonymes, voir LeBel.
Harold LeBel, né le 22 juin 1962 à Squatec (Témiscouata), est un conseiller et homme politique québécois. Élu député de Rimouski à l'Assemblée nationale du Québec sous la bannière du Parti québécois en 2014, il est réélu en 2018.
Il est exclu du caucus péquiste le 15 décembre 2020 à la suite d'accusations d'agression sexuelle. Les procédures judiciaires qui suivent l'amènent à ne pas se représenter à l'élection suivante.

## Biographie

### Jeunesse et études
Harold Lebel naît le 22 juin 1962 à Squatec au Témiscouata. Après des études collégiales à Rivière-du-Loup, il étudie le développement régional à l'Université du Québec à Rimouski, mais il ne complète pas sa maîtrise. Il œuvre durant plus de dix ans (1983-1994) comme agent de développement socio-communautaire pour des organismes de la région du Bas-Saint-Laurent, des groupes d’éducation populaire, d’action communautaire et des groupes jeunesse.

### Politique

#### Membre et conseiller au Parti québécois
Membre du Parti québécois, il est membre du conseil exécutif du parti (1984), alors présidé par René Lévesque. Il devient également membre ou président de différentes instances du parti que ce soit au niveau local ou régional dans le Bas-Saint-Laurent et en Gaspésie.
À partir de 1994, il ne travaille plus que dans la politique : il est conseiller politique et directeur de cabinet dans différents ministères ou auprès de l'opposition officielle, selon les résultats du PQ. Il collabore dans les cabinets des premiers ministres Jacques Parizeau, Lucien Bouchard, Bernard Landry et Pauline Marois et des ministres Guy Chevrette, Jean-Pierre Jolivet et Linda Goupil.
Il est candidat du Parti québécois à plusieurs reprises avant de se faire élire député de Rimouski en 2014. Il se présente dans Rivière-du-Loup lors des élections de 1989 et 1994, et dans Kamouraska-Témiscouata en 2003.

#### Député de Rimouski
Lorsque les élections générales de 2014 sont déclenchées, il annonce son souhait de succéder à Irvin Pelletier, député de Rimouski.
Le 7 avril 2014, Harold LeBel est élu député de Rimouski avec 40,58 % contre 29,99 % à son adversaire libéral et 16,37 % pour la candidate solidaire. Avec Pierre Karl Péladeau et Diane Lamarre, il est un des rares nouveaux députés péquistes.
Une fois élu, il devient porte-parole de l'opposition officielle en matière de lutte à la pauvreté, de solidarité et d'économie sociale.
En octobre 2014, il co-signe avec Nicole Léger, députée de Pointe-aux-Trembles, une lettre pour inciter Pierre Karl Péladeau à se présenter à la chefferie du Parti québécois.

### Procès pour agression sexuelle
Le matin du 15 décembre 2020, vers 7h00, une onde de choc secoue la classe politique québécoise alors que des enquêteurs de la Sûreté du Québec se présentent au domicile de Rimouski de l'élu pour procéder à son arrestation en raison d'accusations d'agression sexuelle,. Il est détenu et interrogé puis comparaît en après-midi par visioconférence devant un juge pour être formellement accusé d'agression sexuelle sur une élue de l'Assemblée nationale en octobre 2017. Il est ensuite libéré avec une promesse de comparaître le 11 janvier 2021 au palais de justice de Rimouski. Immédiatement, le chef du Parti québécois Paul St-Pierre Plamondon exclut le député du caucus du Parti québécois, il devient donc député indépendant.
Le 3 mars 2022, il annonce qu'il ne sera pas candidat aux élections générales québécoises de 2022 en raison des « délais d’administration de la justice » qui auraient pour effet de reporter les procédures judiciaires qui le concerne en pleine campagne électorale. 
Il est déclaré coupable d'agression sexuelle le 23 novembre 2022. Il décide de ne pas faire appel de la décision.
Le 26 janvier 2023, au palais de justice de Rimouski, il est condamné à huit mois de prison.
Le 21 mars 2023, après huit semaines d'emprisonnement, la Commission québécoise des libérations conditionnelles accorde à Harold Lebel sa libération conditionnelle en notant que, malgré la « gravité objective » de son crime, il fait maintenant preuve « d’empathie envers la victime ».
Le 18 avril 2023, la femme politique Catherine Fournier fait lever l’ordonnance de non-publication qui protégeait son identité et révèle publiquement être la victime d'Harold LeBel dans ce dossier. Le documentaire Témoin C.F., qui relate son expérience et son parcours au sein du système judiciaire, est mis en ligne la même journée.

## Résultats électoraux
|                                                                                               | Nom                    | Parti            | Nombre de voix | %      | Maj.  |
| --------------------------------------------------------------------------------------------- | ---------------------- | ---------------- | -------------- | ------ | ----- |
|                                                                                               | Harold LeBel (sortant) | Parti québécois  | 13 940         | 43,9 % | 6 037 |
|                                                                                               | Nancy Lévesque         | Coalition avenir | 7 903          | 24,9 % | -     |
|                                                                                               | Carol-Ann Kack         | Québec solidaire | 5 531          | 17,4 % | -     |
|                                                                                               | Claude Laroche         | Libéral          | 3 914          | 12,3 % | -     |
|                                                                                               | Alexie Plourde         | Vert             | 220            | 0,7 %  | -     |
|                                                                                               | Denis Bélanger         | Indépendant      | 123            | 0,4 %  | -     |
|                                                                                               | Dany Lévesque          | Bloc pot         | 106            | 0,3 %  | -     |
| Total                                                                                         | Total                  | Total            | 31 737         | 100 %  |       |
| Le taux de participation lors de l'élection était de 70,2 % et 282 bulletins ont été rejetés. |                        |                  |                |        |       |

|                                                                                               | Nom                | Parti            | Nombre de voix | %      | Maj.  |
| --------------------------------------------------------------------------------------------- | ------------------ | ---------------- | -------------- | ------ | ----- |
|                                                                                               | Harold LeBel       | Parti québécois  | 12 028         | 40,6 % | 3 140 |
|                                                                                               | Pierre Huot        | Libéral          | 8 888          | 30 %   | -     |
|                                                                                               | Marie-Neige Besner | Québec solidaire | 4 851          | 16,4 % | -     |
|                                                                                               | Steven Fleurent    | Coalition avenir | 3 186          | 10,8 % | -     |
|                                                                                               | Pierre Beaudoin    | Option nationale | 327            | 1,1 %  | -     |
|                                                                                               | Pier-Luc Gagnon    | Parti nul        | 219            | 0,7 %  | -     |
|                                                                                               | Tom-Henri Cyr      | Bloc pot         | 138            | 0,5 %  | -     |
| Total                                                                                         | Total              | Total            | 29 637         | 100 %  |       |
| Le taux de participation lors de l'élection était de 67,3 % et 426 bulletins ont été rejetés. |                    |                  |                |        |       |

|                                                                                               | Nom                      | Parti               | Nombre de voix | %      | Maj.  |
| --------------------------------------------------------------------------------------------- | ------------------------ | ------------------- | -------------- | ------ | ----- |
|                                                                                               | Claude Béchard (sortant) | Libéral             | 11 266         | 45,7 % | 4 762 |
|                                                                                               | Pierre Lévesque          | Action démocratique | 6 504          | 26,4 % | -     |
|                                                                                               | Harold LeBel             | Parti québécois     | 6 326          | 25,7 % | -     |
|                                                                                               | Guy Duguay               | Vert                | 293            | 1,2 %  | -     |
|                                                                                               | Robert Raymond           | Indépendant         | 238            | 1 %    | -     |
| Total                                                                                         | Total                    | Total               | 24 627         | 100 %  |       |
| Le taux de participation lors de l'élection était de 70,9 % et 232 bulletins ont été rejetés. |                          |                     |                |        |       |

|                                                                                               | Nom            | Parti               | Nombre de voix | %      | Maj.  |
| --------------------------------------------------------------------------------------------- | -------------- | ------------------- | -------------- | ------ | ----- |
|                                                                                               | Mario Dumont   | Action démocratique | 13 307         | 54,8 % | 6 699 |
|                                                                                               | Harold LeBel   | Parti québécois     | 6 608          | 27,2 % | -     |
|                                                                                               | Jean D'Amour   | Libéral             | 4 226          | 17,4 % | -     |
|                                                                                               | Richard Cimon  | Sans désignation    | 99             | 0,4 %  | -     |
|                                                                                               | Armand Pouliot | Loi naturelle       | 55             | 0,2 %  | -     |
| Total                                                                                         | Total          | Total               | 24 295         | 100 %  |       |
| Le taux de participation lors de l'élection était de 83,6 % et 173 bulletins ont été rejetés. |                |                     |                |        |       |

|                                                                                               | Nom                   | Parti              | Nombre de voix | %      | Maj.  |
| --------------------------------------------------------------------------------------------- | --------------------- | ------------------ | -------------- | ------ | ----- |
|                                                                                               | Albert Côté (sortant) | Libéral            | 11 317         | 54,5 % | 2 581 |
|                                                                                               | Harold LeBel          | Parti québécois    | 8 736          | 42,1 % | -     |
|                                                                                               | Pierre-Paul Malenfant | Marxiste-léniniste | 720            | 3,5 %  | -     |
| Total                                                                                         | Total                 | Total              | 20 773         | 100 %  |       |
| Le taux de participation lors de l'élection était de 74,6 % et 785 bulletins ont été rejetés. |                       |                    |                |        |       |